# SC Charlottenburg
SCC Berlin, właśc. Sport-Club Charlottenburg e. V. – niemiecki klub piłkarski z siedzibą w Berlinie, występujący w Landeslidze Berlin, stanowiącej siódmy poziom rozgrywek w Niemczech.

## Historia
Klub został założony w 1902 roku jako Union-SCC Charlottenburg. W latach 1920–1927 występował w Oberlidze Berlin-Brandenburg, będącej wówczas pierwszym poziomem rozgrywek. W 1927 roku zmienił nazwę na SC Charlottenburg. Pod tą nazwą wrócił na jeden sezon (1928/1929) do Oberligi. Następnie grał w niej w latach 1945–1948. W sezonie 1982/1983 wywalczył awans do 2. Bundesligi. W sezonie 1983/1984 zajął w niej jednak 18. miejsce i spadł z powrotem do Oberligi.

## Reprezentanci kraju grający w klubie
- Timo Uster
- Andreas Köpke
- Horst Wolter